# Giorgio da Sebenico

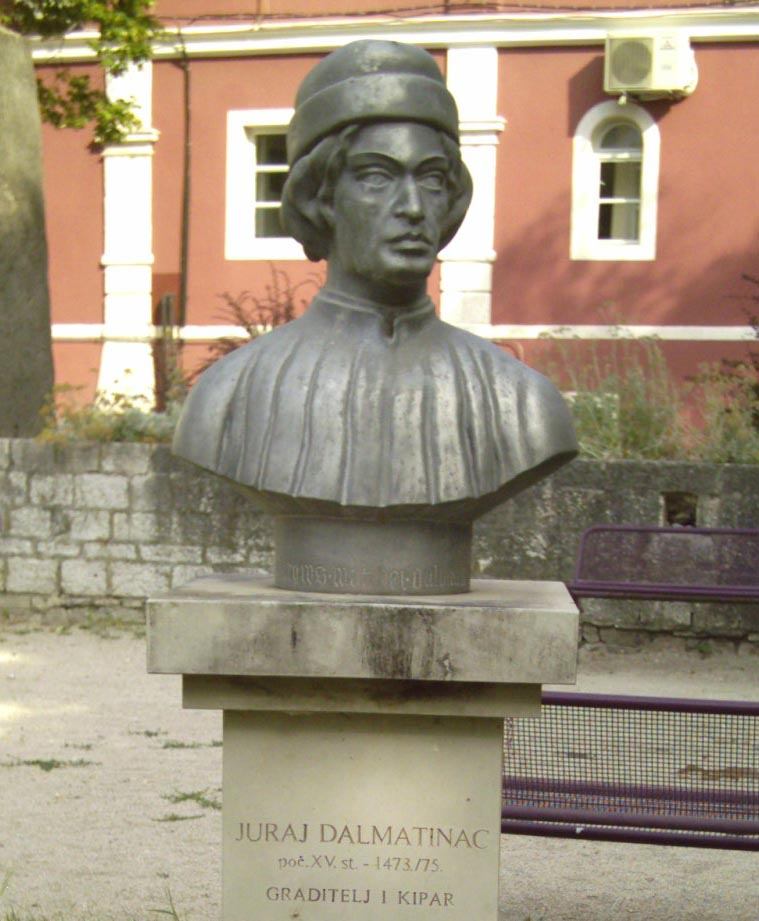
Juraj Dalmatinac, Büste in Zadar

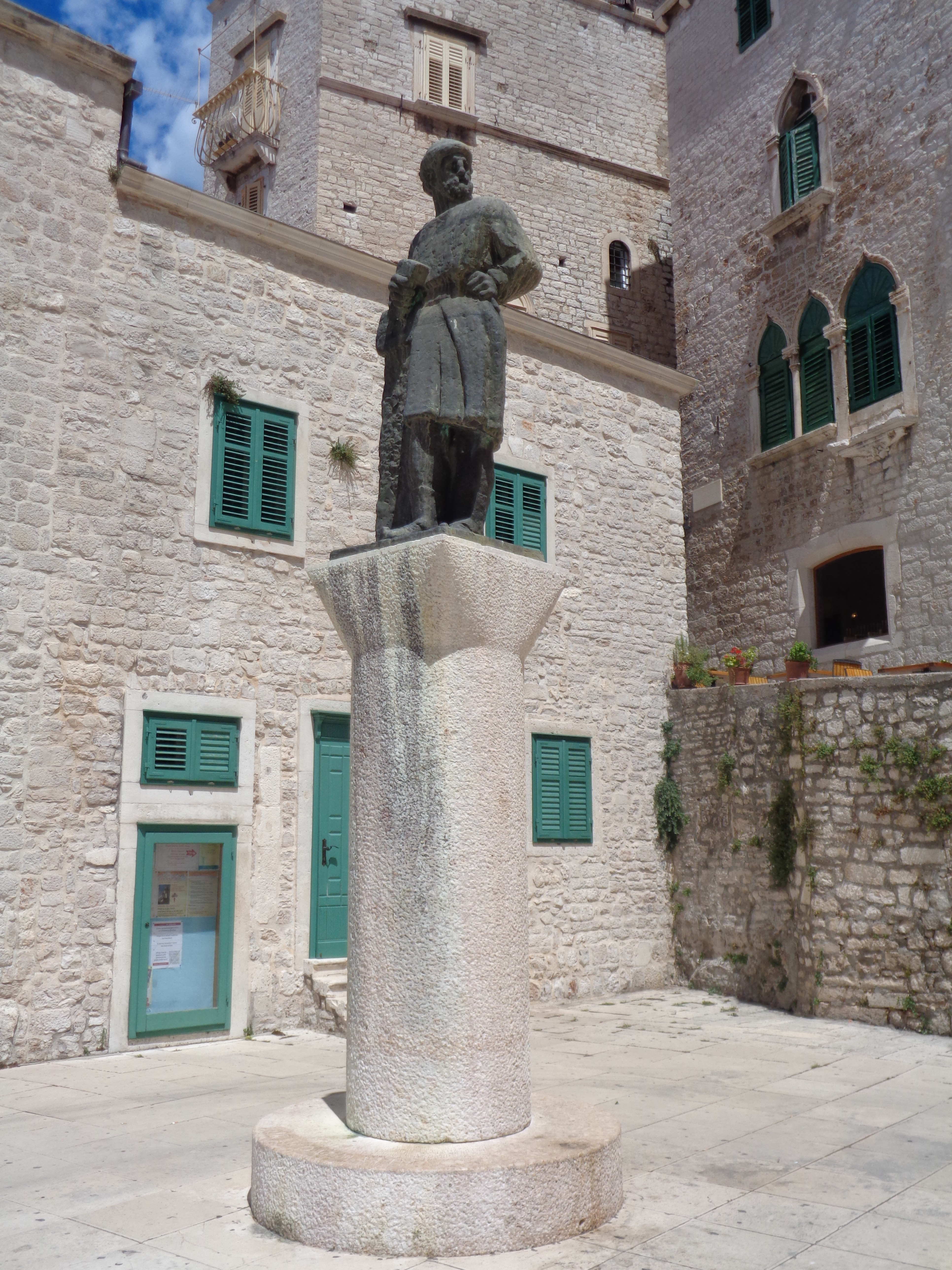
Statue des Juraj Dalmatinac in Šibenik

Giorgio da Sebenico („Georg von Šibenik“), auch genannt Giorgio di Matteo da Zara („Georg, Sohn des Matthäus aus Zadar“), Juraj Dalmatinac (Georgius Dalmaticus/„Georg von Dalmatien“) sowie postum Giorgio Orsini (* um 1410 möglicherweise in Zadar; † 10. November 1475 in Šibenik) war ein dalmatinischer Bildhauer und Architekt, der vor allem in Dalmatien und Ancona tätig war.

## Leben und Wirken
Da Sebenico war ein Sohn des Matteo da Zara und wurde als Architekt und Bildhauer vermutlich in der Werkstatt von Giovanni und Bartolomeo Buon in Venedig ausgebildet und könnte an der bildnerischen Ausgestaltung der Porta della Carta am Dogenpalast beteiligt gewesen sein. Ebenso wird ihm die Beteiligung an der skulpturalen Ausstattung der Scuola di San Marco zugeschrieben.
Am 22. Juni 1441 wurde er für 6 Jahre als Dombaumeister für die Kathedrale des Heiligen Jakob nach Šibenik berufen, deren Bau als sein Hauptwerk gilt. Sie ist ein eindrucksvolles Bauwerk aus istrischem Stein, deren Architektur von der zeitgenössischen venezianischen Kirchenbaukunst beeinflusst ist. Entworfen hatte die Kathedrale ein gewisser Girolamo da Giacomo, die Bautätigkeit war aber wegen Baumängeln eingestellt worden. Im Jahr 1448 wurde sein Vertrag um weitere sechs Jahre verlängert. Zwischenzeitlich hatte er am 30. Juni 1448 den Anastasiusaltar im Dom von Spalato fertiggestellt.
Ab 1450 war er zudem in Ancona tätig, wo er einen Vertrag wegen der Lieferung von Istrischem Stein zum Bau der Kathedrale von Rimini unterzeichnete, aber nicht erfüllte, weswegen er vor Gericht angeklagt wurde. 1459 kaufte er ein Haus in Ancona.
Er nahm 1451 die Bautätigkeit wieder auf und war mit der Kathedrale bis 1460 beschäftigt. Er erweiterte Girolamos Entwurf um zwei Seitenschiffe, das Querschiff, sowie zwei Kapellen an der Apsis. Von seiner Hand stammen die Statuen von Petrus und Paulus am Seitenportal, die Statuen von Simeon und David im Baptisterium sowie Reliefs im Gewölbe des Kirchenschiffs. Er vollendete am 1. August 1452 das Baptisterium und verpflichtete sich eine Sakristei zu errichten, eine Arbeit, die er am 16. März 1454 vollendete. Eine Besonderheit der Kathedrale ist, dass sie völlig ohne Bauholz und Ziegelsteine, sondern nur aus dem Istrischen Kalkstein errichtet wurde. Die Kirche zählt zum UNESCO-Welterbe. Anschließend wurde er für sechs Jahre beurlaubt.
Am 22. Oktober 1452 hatte da Sebenico einen Vertrag abgeschlossen, der ihn verpflichtete in Ancona die „Loggia dei Mercanti“ zu errichten, die er mit allegorischen Figuren, u. a. mit einer Caritas schmückte. Ende 1458 war er mit dem Bau des Portals der Kirche San Francesco alle Scale beschäftigt, deren Fassade er 1459 vollendete. Er schloss am 28. Juni 1460 einen Vertrag für den Bau des Portals der Kirche Sant’Agostino, wo er die Lünette des Portals mit einer Figur des Kirchenvaters Augustinus ausstattete.
Am 5. Juni 1464 erhielt da Sebenico eine Anstellung als Staatsingenieur der Republik Ragusa, dem heutigen Dubrovnik. Eine Stellung, die er nachweislich bis zum 5. Juni 1466 ausfüllte. Seine Aufträge dort betrafen vorrangig die von Michelozzo seit 1461 begonnenen Befestigungsanlagen der Stadt. Zwei Türme der Stadtbefestigung, der Minceta-Turm und der Katarina-Turm wurden unter seiner Leitung gebaut. Von seiner Hand stammt der elegante Renaissance-Porticus am Rektorenpalast in Dubrovnik. Anschließend wurde er zur Anlage der neuen Stadt nach Pago berufen. Am 7. Mai 1470 wurde er als Gesandter Šibenik in Rom genannt.

## Werke (Auswahl)
Da Sebenico war vor allem in Dalmatien im damaligen venezianischen Stato da Mar, in Šibenik und Dubrovnik sowie in Ancona tätig. Sein Werk ist gekennzeichnet durch eine Stellung zwischen der traditionellen Kunst der Gotik, venezianisch-byzantinischen Elementen und den neuen Entwicklungen der Renaissancekunst in Italien. Er hat dabei überwiegend im Stil der Hochgotik gebaut. Seine Verträge und Kunstwerke signierte er oft mit dem Namen „Georgius Dalmaticus“ oder „Magister Georgius Mathei Dalmaticus“. Zu seinen zahlreichen Bauten in Dalmatien zählen u. a. der noch in gotischem Stil erbaute Palazzo Papali und die Kapelle San Ranieri in der heute weitgehend zerstörten Kirche Sant’Eufemia und das Grabmal des Hl. Ranierus in Castel Vitturi.
Da Sebenico schuf neben architektonischen Zierstücken für den Dom von Šibenik auch Reliefs und Freifiguren, wie die „Geißelung Christi“.

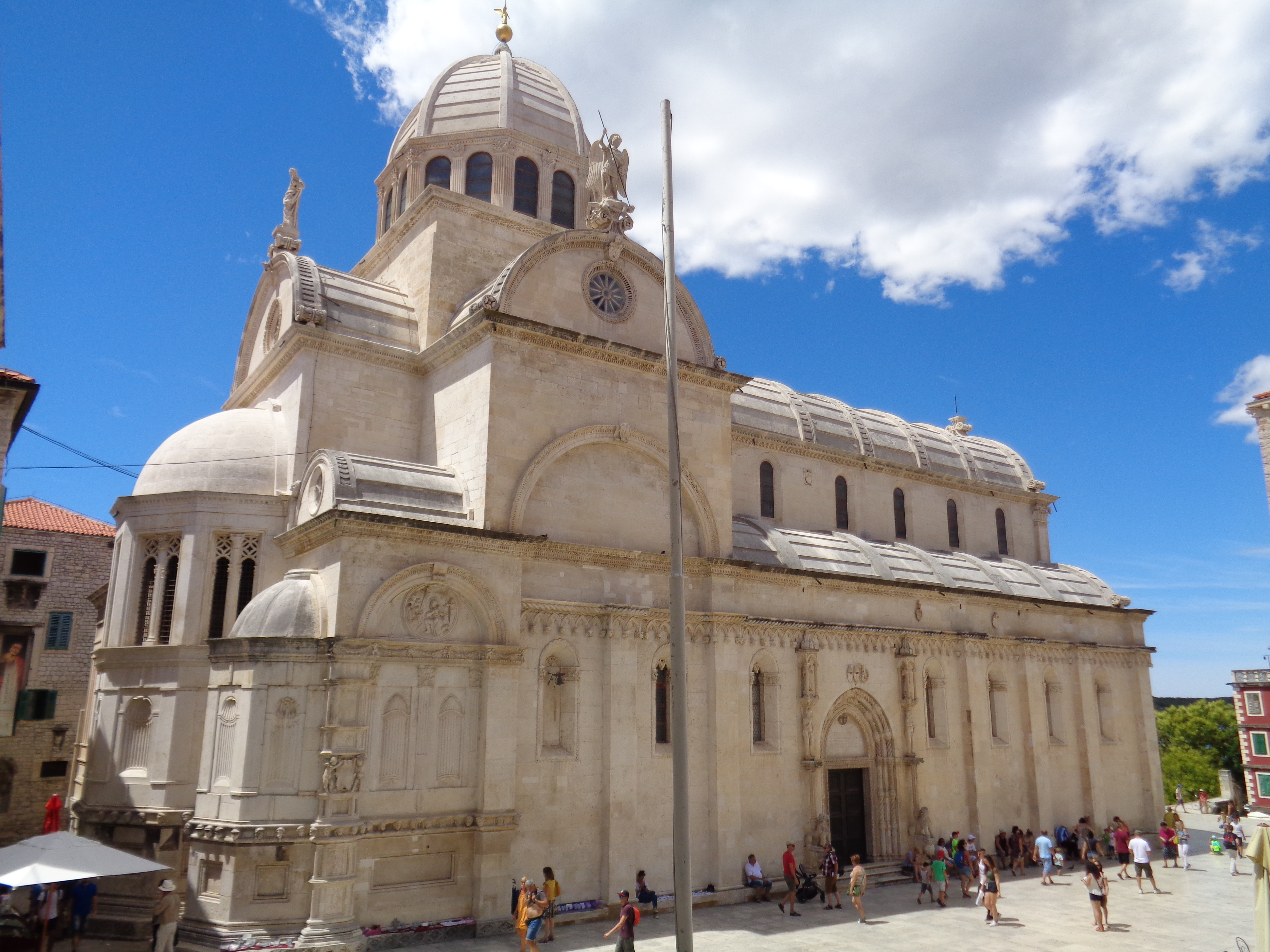
Kathedrale des Heiligen Jakob in Šibenik
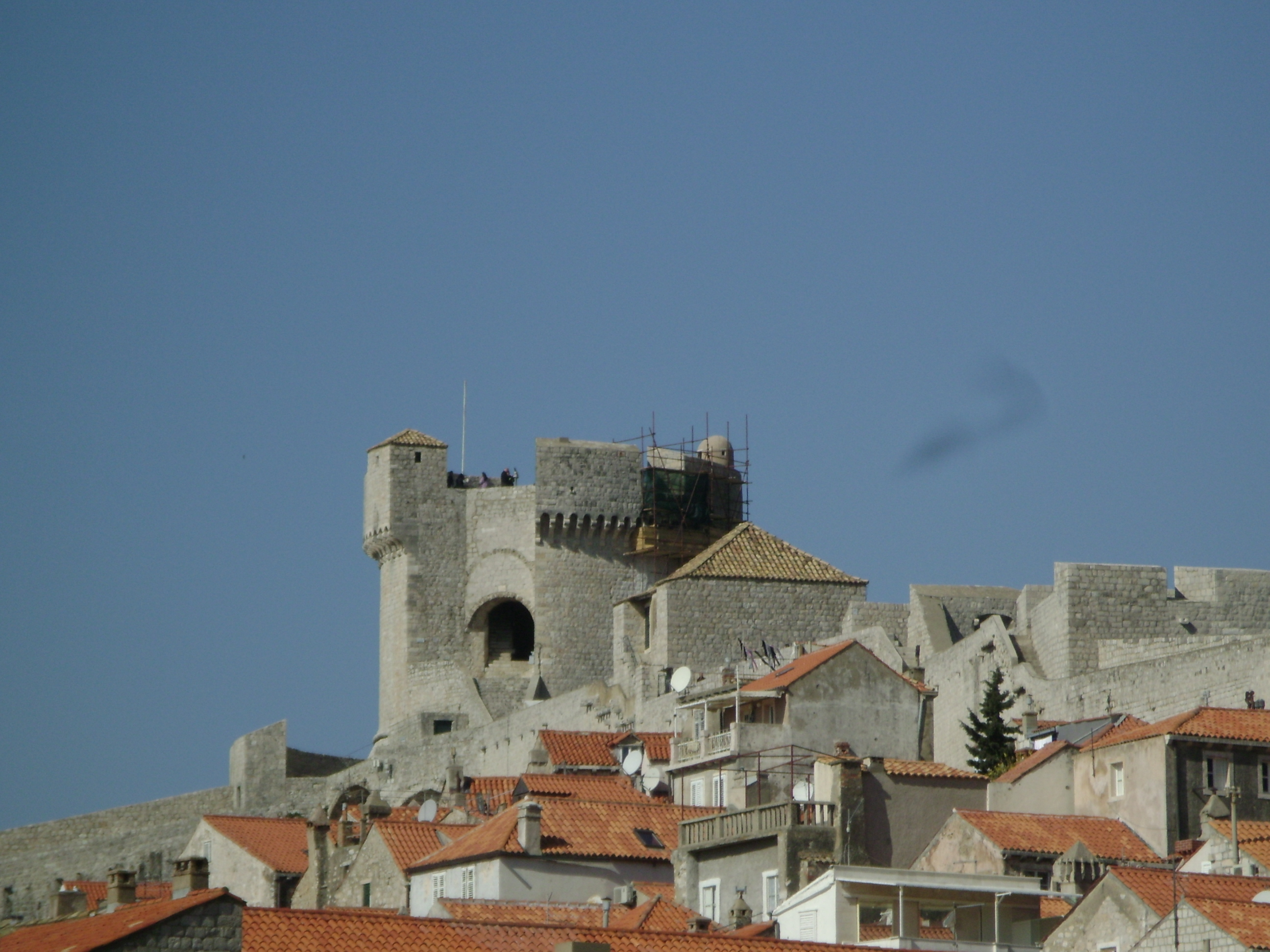
Der Minčeta-Turm in Dubrovnik
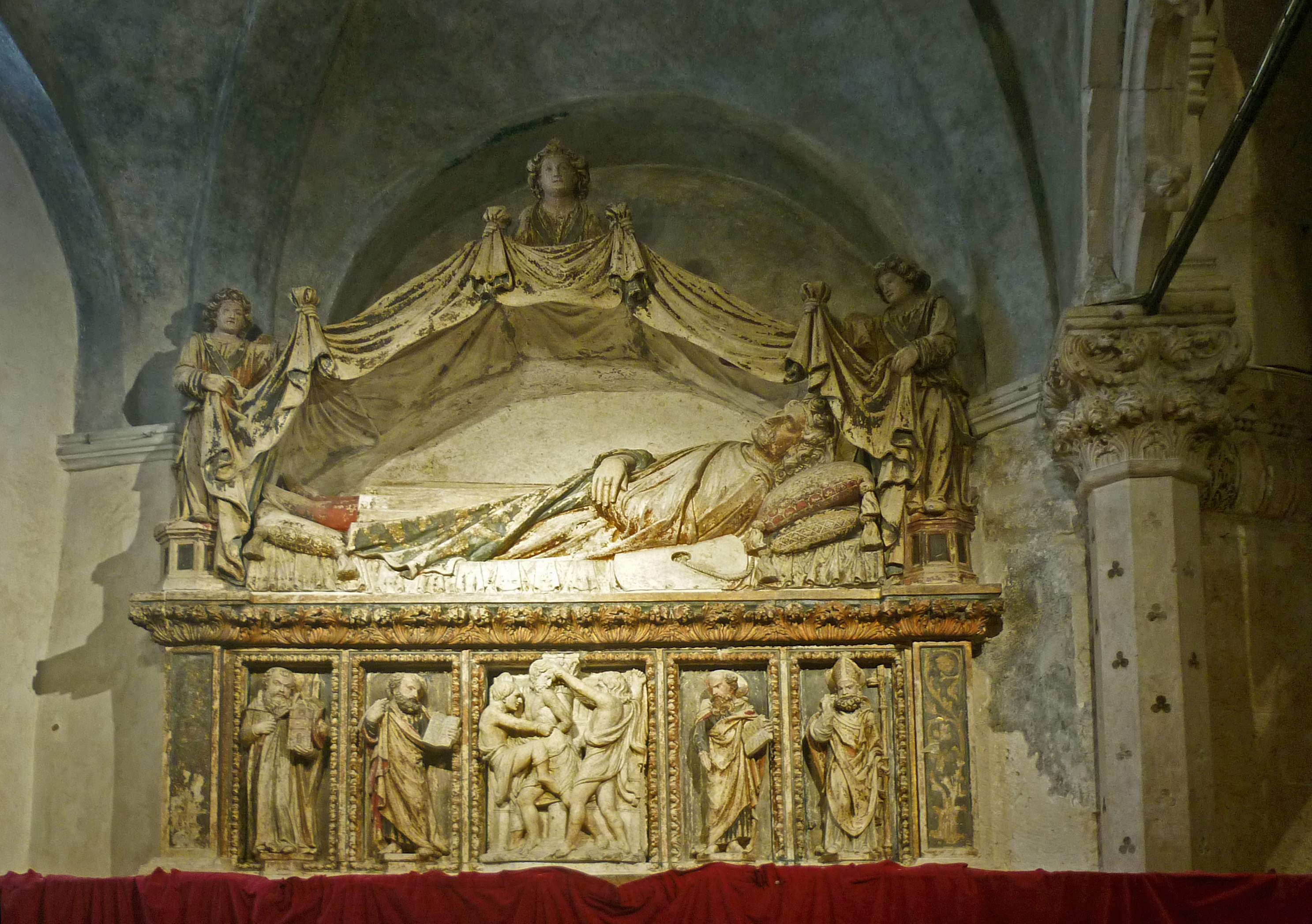
Altar des hl. Anastasius (1448) in der Kathedrale des hl. Domnius (Katedrala Sv. Duje) von Split

## Familie
In Venedig hatte da Sebenico Elizabetta (geborene da Monte) geheiratet, eine Tochter des Gregorio Del Monte, die ihm als Mitgift Geld und Häuser in die Ehe brachte. Er investierte ihr Geld in ein Lebensmittelgeschäft und in ein Handelsschiff, die beide gute Renditen brachten. In seiner Abwesenheit bevollmächtigte er seine Frau zur Führung der Geschäfte.
- Flavia oder Elena ⚭ 1463 mit dem dalmatinischen Maler Giorgio Culinovich (Schiavone), kroatisch Juraj Čulinović.[5]
- Paolo Orsini, der das väterliche Vermögen verwaltete
- Natalina ⚭ mit G. B. Buffalei

Da Sebenico starb 1475, wahrscheinlich in Šibenik. Sein Todesdatum am 10. November 1475 wurde der Stiftung einer Seelenmesse in der Kirche S. Maria in Valverde entnommen.

## Mögliche Herkunft
In älterer italienischer und englischer Literatur wird angenommen, dass da Sebenico der römischen Adelsfamilie der Orsini entstammte. Im Juni 1455 hatte er in Šibenik ein Haus von dem Adligen Michele Simeonich gekauft, in dessen Türsturz er einen Bären (Orso, it. Bär) einmeißelte, der auch das Wappentier der Orsini ist.

“But alas, only the doorway now remains of the house which ‘Michelle u, a nobleman of Sebenico, sold to Giorgio Orsini for two hundred golden ducats of just and good weight’, in the month of June and the year 1455. On the lintel of this old doorway is carved a bear, the heraldic emblem of the great house of Orsini – carved, no doubt, by George’s own hand, over this door through which he must have passed so often.”

Auch Federico Galvani vermutete 1883, dass da Sebenico einem Zweig der Familie Orsini entstammte, sein Sohn habe nach dem Tod des Vaters den Familiennamen angenommen.
Aus wirtschaftlichen Gründen sei da Sebenicos Vater gezwungen gewesen, seine Familie mit eigener Hände Arbeit durchzubringen. 65 Jahre nach da Sebenicos Tod sei sein Enkel Giacomo, ein Anwalt, als legitimer Nachkomme des Hauses Orsini anerkannt worden. Laut Cvito Fiskovićs Aussage gebrauchte da Sebenico zu Lebzeiten nie den Namen Orsini.
In der aktuellen Forschungsliteratur wird nicht mehr von einer Verwandtschaft zu den Orsini ausgegangen.